# Cuíca de Santo Amaro
Cuíca de Santo Amaro, pseudônimo de José Gomes (Salvador, 19 de março de 1907 - 23 de janeiro de 1964), foi um poeta cordelista e trovador brasileiro.
Conhecido por escrever sobre assuntos como sexo, morte e política virou figura de grande destaque na cultura nordestina, tornando-se inclusive tema de documentário. O filme  Cuíca de Santo Amaro, sobre sua vida e obra. foi concluído em janeiro de 2012, e, em seguida, exibido em diversos festivais: 17o. Festival Internacional de Documentários É Tudo Verdade,  V Festival de Cine Latinoamericano y Caribeño de Margarita, Arquivo em Cartaz – Festival Internacional de Cinema de Arquivo, organizado pelo Arquivo Nacional, no Rio de Janeiro; 16a Mostra de Cinema de Tiradentes, 3o. CachoeiraDoc – Festival de Documentários de Cachoeira,  VIII  Festival Cine Futuro (avant-première em Salvador) em novembro de 2012; e exibido no projeto Cinema no Telhado, promovido pelo Instituto Goethe, em Luanda Angola.
Jorge Amado, que o nomeou  "Trovador da Bahia", imortalizou o Cuíca de Santo Amaro no livro Bahia de Todos os Santos. Depois, o escritor faria Cuíca personagem dos romances A morte e a morte de Quincas Berro D’Água, Pastores da Noite e Tereza Batista Cansada de Guerra. Mais do que citar o Cuíca de Santo Amaro, Jorge Amado cria um personagem inspirado nele, o Curió.
"É desastre, é crime, é inundação, é tubarão explorando o povo, é galego sacaneando a população, é mulher xumbregando... o assunto veio, o folheto sai", dizia o Cuíca - um Gregório de Mattos sem gramática.